# Pisarzowice (województwo wielkopolskie)
Pisarzowice (niem. Schreibersdorf) – wieś w Polsce położona w województwie wielkopolskim, w powiecie ostrzeszowskim, w gminie Kobyla Góra.

## Historia
Położona 4 km od Sycowa wieś dzieliła przez wieki losy ziemi sycowskiej, stanowiącej północno-wschodnie rubieże Dolnego Śląska i cechującej się specyficznym, polsko-niemieckim charakterem kulturowym. Po ostatecznym odpadnięciu Śląska od państwa polskiego w XIV w. granica między Śląskiem a Wielkopolską ustaliła się w odległości 6 km na północny wschód od Pisarzowic. W 1489 r. miejscowość weszła w skład sycowskiego Wolnego Państwa Stanowego, w ramach którego znajdowała się kolejno pod zwierzchnością Czech, Austrii (od 1526 r.) oraz Prus (od 1741 r.). W 1920 r. Pisarzowice znalazły się na obszarze niewielkiego terytorium Dolnego Śląska, przyznanego Polsce przez traktat wersalski ze względu na skład etniczny. Do 1939 r. granica polsko-niemiecka przebiegała zaledwie 1 km na zachód od wsi. W okresie międzywojennym w miejscowości stacjonowała placówka Straży Granicznej I linii „Pisarzowice”.
W latach 1975–1998 miejscowość położona była w województwie kaliskim.

## Zabytki
- kościół ewangelicki, neoromański, wzniesiony 1901–1902 przez księcia Gustava von Birona z Sycowa ku czci swego zmarłego syna, Wilhelma. Po 1945 r. całkowicie zdewastowany, obecnie w stanie zabezpieczonej ruiny[5].

## Urodzeni w Pisarzowicach
- Franciszek Olszówka – polski wojskowy, żołnierz polskiego podziemia antykomunistycznego[6].